# Prix Goncourt des lycéens
Pour les articles homonymes, voir Prix des lycéens.
Le prix Goncourt des lycéens est un prix littéraire français organisé par la Fnac et le ministère de l'Éducation nationale, dont le jury est constitué d'environ 2 000 élèves. Il a été créé en 1988 par l'enseigne commerciale culturelle, en collaboration avec le rectorat de Rennes et avec la bienveillance de l’académie Goncourt.

## Dénomination
Selon les dispositions testamentaires des frères Goncourt, le (prix) Goncourt des Lycéens, comme ses homologues pour la nouvelle, la biographie, la jeunesse, le premier roman ou la poésie, ne doivent pas porter le nom de « prix », réservé au seul prix Goncourt.
Il existait de 1999 à 2007 un prix distinct nommé « Bourse Goncourt jeunesse » accordé par l'académie Goncourt mais sans lien avec la Fnac.

## Organisation
Ce prix littéraire a pour principe d'offrir à de jeunes lecteurs l'occasion de lire et de débattre de la qualité des romans de l'année sélectionnés au mois de septembre par les membres de l'Académie Goncourt. Une cinquantaine de classes de lycéens de 15 à 18 ans, étudiant de la seconde au BTS, toutes filières confondues, se penchent pendant un mois et demi sur la quinzaine de romans de la sélection. Des professeurs coordonnateurs du ministère de l'Education nationale et de la jeunesse participent aux délibérations pour les épauler.
La Fnac contribue à ce prix littéraire en fournissant aux lycéens les ouvrages de la sélection dès la rentrée de septembre. Elle offre aussi la possibilité aux élèves de rencontrer les auteurs des livres qu'ils auront lus.
Les régions participantes choisissent des représentants ainsi qu'une sélection de livres pour la première phase de vote. À la suite de cela, la finale avec les œuvres retenues se déroule à Rennes. Entre 1988 et 2011, pas moins de 216 romans ont été proposés et 37 604 exemplaires de ces livres ont été lus par environ 17 150 élèves.
Le prix est décerné à Rennes en novembre, quelques jours après son aîné, le prix Goncourt.

## Liste des lauréats
| Année |         | Auteur                 | Ouvrage                                         | Éditeur (xe fois) | Notes                                                 |
| ----- | ------- | ---------------------- | ----------------------------------------------- | ----------------- | ----------------------------------------------------- |
| 1988  |         | Erik Orsenna           | L'Exposition coloniale                          | Seuil             | Également prix Goncourt                               |
| 1989  |         | Jean Vautrin           | Un grand pas vers le bon Dieu                   | Grasset           | Également prix Goncourt                               |
| 1990  |         | Françoise Lefèvre      | Le Petit Prince cannibale                       | Actes Sud         |                                                       |
| 1991  |         | Pierre Combescot       | Les Filles du Calvaire                          | Grasset (2)       | Également prix Goncourt                               |
| 1992  |         | Eduardo Manet          | L'Île du lézard vert                            | Flammarion        |                                                       |
| 1993  |         | Anne Wiazemsky         | Canines                                         | Gallimard         |                                                       |
| 1994  |         | Claude Pujade-Renaud   | Belle mère                                      | Actes Sud (2)     |                                                       |
| 1995  |         | Andreï Makine          | Le Testament français                           | Mercure de France | Également prix Goncourt et prix Médicis               |
| 1996  |         | Nancy Huston           | Instruments des ténèbres                        | Actes Sud (3)     | Également prix du Livre Inter                         |
| 1997  |         | Jean-Pierre Milovanoff | Le Maître des paons                             | Julliard          |                                                       |
| 1998  |         | Luc Lang               | Mille six cents ventres                         | Fayard            |                                                       |
| 1999  |         | Jean-Marie Laclavetine | Première Ligne                                  | Gallimard (2)     |                                                       |
| 2000  | nothumb | Ahmadou Kourouma       | Allah n'est pas obligé                          | Seuil (2)         | Également prix Renaudot                               |
| 2001  |         | Shan Sa                | La Joueuse de go                                | Grasset (3)       |                                                       |
| 2002  |         | Laurent Gaudé          | La Mort du roi Tsongor                          | Actes Sud (4)     | Également prix des Libraires                          |
| 2003  |         | Yann Apperry           | Farrago                                         | Grasset (4)       |                                                       |
| 2004  |         | Philippe Grimbert      | Un secret                                       | Grasset (5)       |                                                       |
| 2005  |         | Sylvie Germain         | Magnus                                          | Albin Michel      |                                                       |
| 2006  |         | Léonora Miano          | Contours du jour qui vient                      | Plon              |                                                       |
| 2007  |         | Philippe Claudel       | Le Rapport de Brodeck                           | Stock             |                                                       |
| 2008  |         | Catherine Cusset       | Un brillant avenir                              | Gallimard (3)     |                                                       |
| 2009  |         | Jean-Michel Guenassia  | Le Club des incorrigibles optimistes            | Albin Michel (2)  |                                                       |
| 2010  |         | Mathias Énard          | Parle-leur de batailles, de rois et d'éléphants | Actes Sud (5)     |                                                       |
| 2011  |         | Carole Martinez        | Du domaine des Murmures                         | Gallimard (4)     |                                                       |
| 2012  |         | Joël Dicker            | La Vérité sur l'affaire Harry Quebert           | Fallois           | Également Grand prix du roman de l'Académie française |
| 2013  |         | Sorj Chalandon         | Le Quatrième Mur                                | Grasset (6)       |                                                       |
| 2014  |         | David Foenkinos        | Charlotte                                       | Gallimard (5)     | Également prix Renaudot                               |
| 2015  |         | Delphine de Vigan      | D'après une histoire vraie                      | Lattès            | Également prix Renaudot                               |
| 2016  |         | Gaël Faye              | Petit Pays                                      | Grasset (7)       | Également prix du roman Fnac                          |
| 2017  |         | Alice Zeniter          | L'Art de perdre                                 | Flammarion (2)    | Également prix littéraire du Monde                    |
| 2018  |         | David Diop             | Frère d'âme                                     | Seuil (3)         |                                                       |
| 2019  |         | Karine Tuil            | Les Choses humaines                             | Gallimard (6)     | Également prix Interallié                             |
| 2020  |         | Djaïli Amadou Amal     | Les Impatientes                                 | Emmanuelle Collas |                                                       |
| 2021  |         | Clara Dupont-Monod     | S'adapter                                       | Stock             | Également prix Femina                                 |
| 2022  |         | Sabyl Ghoussoub        | Beyrouth-sur-Seine                              | Stock             |                                                       |
| 2023  |         | Neige Sinno            | Triste tigre                                    | Éditions P.O.L    | Également prix Femina et prix littéraire du Monde     |
| 2024  |         | Sandrine Collette      | Madelaine avant l’aube                          | Lattès            |                                                       |